# パウリーニョ・ダ・ヴィオラ
パウリーニョ・ダ・ヴィオラ（ポルトガル語：Paulinho da Viola）、本名パウロ・セザル・バチスタ・ジ・ファリア （ポルトガル語：Paulo César Batista de Faria、1942年11月12日 - ）はブラジル、リオデジャネイロ出身の楽器奏者、シンガーソングライター、サンビスタ。

## 経歴
1942年11月12日、リオデジャネイロ市のボタフォゴ地区でギタリストでサンビスタのセザル・ファリアの長男として誕生。父親の影響で幼少期よりピシンギーニャなどのショーロやサンバのアーティストと親交を深め、ギターを習得した。
1963年、著名なエスコーラ・ジ・サンバ（カーニバルに参加するサンバ団体）、ポルテーラに加入し作曲家としてのキャリアを積む。
1969年に発表したセカンドアルバム、『Foi um Rio Que Passou em Minha Vida 』がヒットを記録し、一躍1970年代のサンバを代表するシンガーソングライターとして名を馳せる。
1970年代には年間平均して１作アルバムを発表し、ブラジル全土のみならずアメリカやヨーロッパでも公演を行うなど精力的に活動した。
1996年、サンバの歴史をトリビュートする内容のアルバム『Bêbadosamba』を発表。久しぶりのヒットとなる。
2003年、自身の私生活や歴史、故郷であるリオデジャネイロとの関わりを描いたドキュメンタリーである『Meu Tempo é Hoje』が公開。
2016年、リオデジャネイロオリンピック開会式に参加。ブラジル国旗掲揚に合わせて弦楽器のオーケストラとともにショーロ風にアレンジしたブラジル国歌を披露した。ポルトガル語版のBBCニュースでは「パウリーニョ・ダ・ヴィオラに掛かればブラジル国歌すらラブソングになる」と称賛された。
2021年、前年に発表した「Sempre se pode sonhar」でラテン・グラミー賞のサンバ・パゴーヂ部門を受賞。

## ディスコグラフィー
- 1965 – Rosa de Ouro
- 1965 – Roda de Samba, Conjunto "A voz do morro"
- 1966 – Roda de Samba Vol.2
- 1967 – Rosa de Ouro Vol.2
- 1968 – Os Sambistas, conjunto "A voz do morro"
- 1968 – Samba na Madrugada, Paulinho da Viola and Elton Medeiros
- 1968 – Paulinho da Viola
- 1970 – Foi Um Rio Que Passou em Minha Vida
- 1971 – Paulinho da Viola
- 1971 – Paulinho da Viola
- 1972 – Dança da Solidão
- 1973 – Nervos de Aço
- 1975 – Paulinho da Viola （Amor à Naturezaとも知られる）
- 1976 – Memórias Chorando
- 1976 – Memórias Cantando
- 1978 – Paulinho da Viola
- 1979 – Zumbido
- 1981 – Paulinho da Viola
- 1982 – A Toda Hora Rola Uma estória
- 1983 – Prisma Luminoso
- 1989 – Eu canto Samba
- 1993 – Paulinho da Viola
- 1996 – Bebadosamba
- 1997 – Bebadachama (ライブ版)
- 1999 – Sinal Aberto com Toquinho
- 2003 – Meu tempo é Hoje （映画サウンドトラック)
- 2007 – Acústico MTV （MTVアンプラグド）
- 2020 – Sempre se pode sonhar（ライブ版）